# Río Mula
Der Río Mula ist ein Fluss der Region Murcia in Spanien. Er ist ein rechter Zufluss des Río Segura.

## Lage

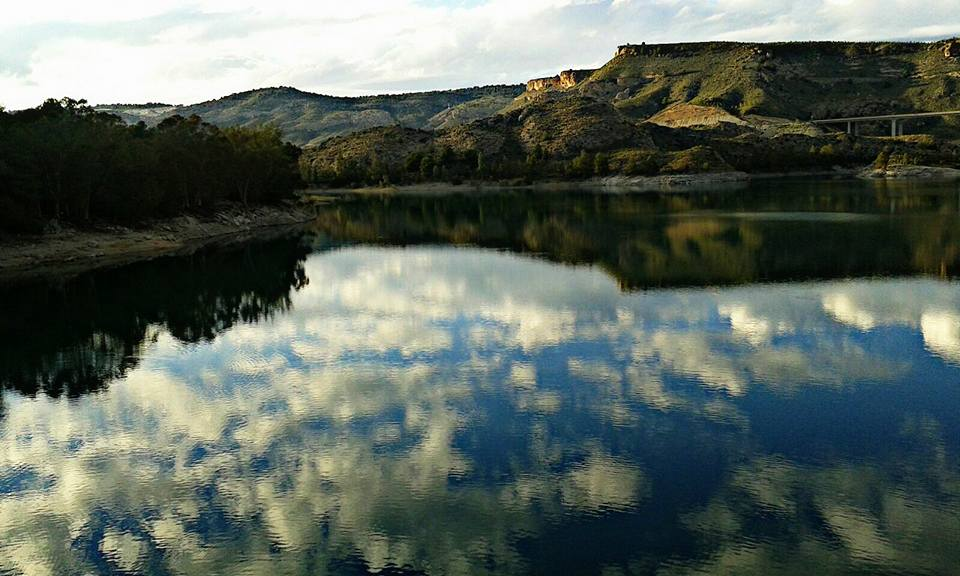
Der Stausee Embalse de la Cierva

Der rund 64 km lange Fluss entspringt südwestlich von Bullas in der Provinz Murcia und fließt nach Osten an Mula vorbei zum Río Segura ab, in den er bei Molina de Segura im Nordwesten der Stadt Murcia mündet. Im Flusslauf liegt der Stausee Embalse de la Cierva.